# 黎義孚
黎義孚，OBE（1922年—2006年），前香港政府官員。

## 簡介
黎義孚在1922年出生，早年加入香港政府，1975年至1982年出任核數署署長。
他晚年患有柏金遜病，2006年卒故，終年84歲。
黎義孚與妻子瑪麗結婚達60年，妻子在他逝世前不久去世。

## 榮譽
- O.B.E.

## 外部連結
- 訃聞
- 歷任審計署署長（页面存档备份，存于）

| 官衔            | 官衔                     | 官衔            |
| --------------- | ------------------------ | --------------- |
| 前任者： 華爾雅 | 審計署署長 1975年–1982年 | 繼任者： 司徒勤 |